# 莫倫貝內
莫倫貝內（葡萄牙語：Morrumbene），是莫桑比克的城鎮，位於該國東南部，由伊尼揚巴內省負責管轄，是莫倫貝內區的首府，處於馬希謝以北27公里，人口13,416。